# Mazeppa (Lord Byron)
Mazeppa est un poème narratif romantique écrit par George Gordon Byron en 1819, inspiré de la légende populaire d’Ivan Mazepa (1639-1709), un noble ukrainien. Selon le poème, le jeune Mazeppa, alors qu’il était page à la cour du roi Jean II Casimir Vasa, aurait noué une relation amoureuse avec une comtesse nommée Théresa, mariée à un homme plus âgé. Ce dernier l'ayant surpris en flagrant délit d'adultère, Mazeppa est attaché entièrement nu, le corps enduit de goudron, sur le dos d'un cheval sauvage qui l'emporte au fin fond des steppes ukrainiennes. Le poème décrit le périple du héros attaché au cheval.

## Analyse
Le poème s'ouvre sur une scène de défaite à la bataille de Poltava, où battent en retraite les armées de Mazeppa et du roi suédois Charles XII, face aux Russes, victorieux. Épuisés, ils dressent un camp pour la nuit (strophes 1 et 2). Le roi se dit admiratif des talents de cavaliers de Mazeppa, qui lui dévoile son histoire, sa jeunesse (strophe 4).
Le poème change de forme narrative et passe à la première personne du singulier, se mettant dans la tête de Mazeppa. Celui-ci raconte sa jeunesse et son service en tant que page à la Cour du roi Jean II Casimir de Pologne (strophe 4). Il narre la manière dont il a fait la connaissance de Theresa, une jolie jeune femme orientale qui « avait des yeux asiatiques ». Elle était mariée à un comte de trente ans son ainé. Cela ne découragea pas Mazeppa, qui tomba passionnément amoureux de Theresa, et qui fut incapable de contrôler ses sentiments. Ils se rejoignirent la nuit, afin de consommer leur amour.
Toutefois, les gardes du comte les surprirent ensemble et les amenèrent au comte. Celui-ci ordonna alors une peine cruelle et inhabituelle : Mazeppa sera attaché, nu, à un cheval de course, lâché en liberté à sa libre volonté (strophe 9). Les strophes 10 à 18, la folle fuite du cheval à travers l'Europe de l'Est, soulignent la douleur, la souffrance et le désarroi, ressentis par Mazeppa.
Malheureusement, le cheval semble détenir une énergie sans limite, et Mazeppa côtoie la mort à deux reprises, puisqu'il se décrit lui-même, dans la strophe 13, « face au visage de la mort ». Cependant, il retrouve une once d'énergie lorsque le cheval traverse une rivière.
La strophe 18 achève le récit par une description d'une « maladie glaciale » et de sa vision d'un corbeau le survolant, prêt à se nourrir de son cadavre. Cependant, la strophe strophe 19, Mazeppa se réveille et se découvre dans un lit, ses plaies bandées, soignées, par une « servante cosaque. » 
Dans la dernière strophe, la narration de Mazeppa prend fin. Le poète-narrateur décrit Mazeppa préparant son lit pour la nuit, le roi s'étant déjà endormi.

## Histoire de sa publication
Lord Byron a commencé à écrire Mazeppa le 2 avril 1817 et l'a achevé le 26 septembre 1818. Il a été publié pour la première fois par John Murray le 28 juin 1819, dans le même temps que le texte Ode à Venise de Byron, et un autre poème en prose, Fragment d'une nouvelle, un des premiers récits de vampire de la littérature anglaise.
Un poème de Victor Hugo intitulé "Mazeppa" fait partie du recueil "Les Orientales", publié en 1829.

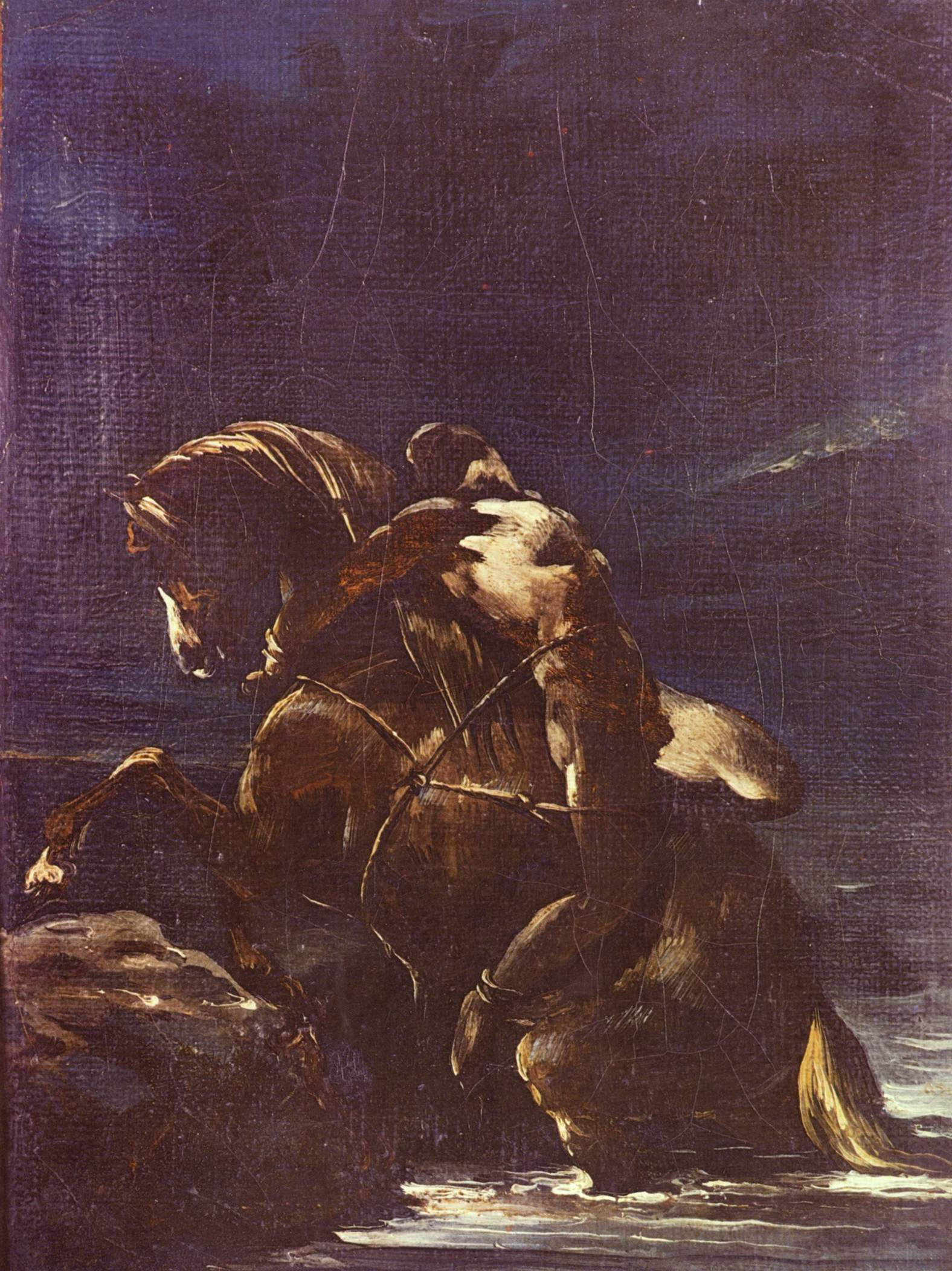
Mazeppa par Théodore Géricault
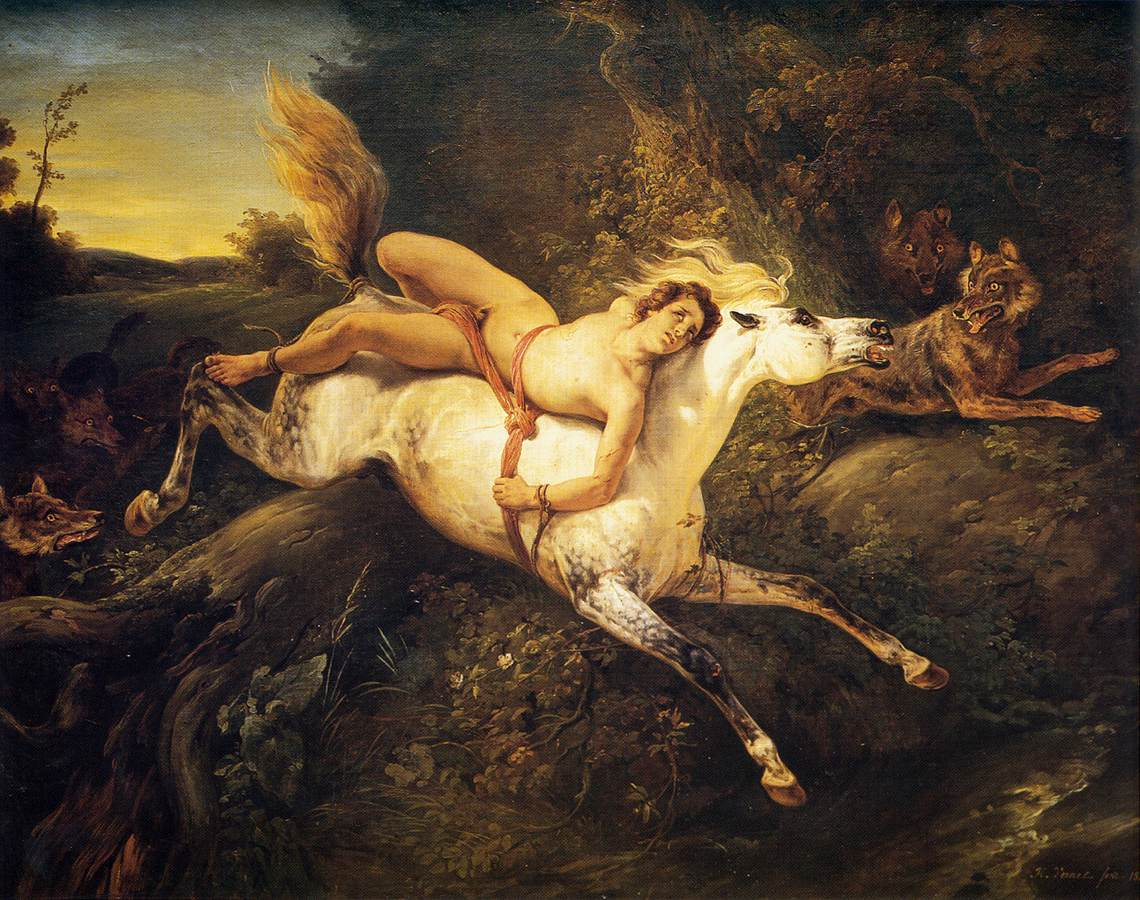
Horace Vernet - Mazeppa et les loups - 1826
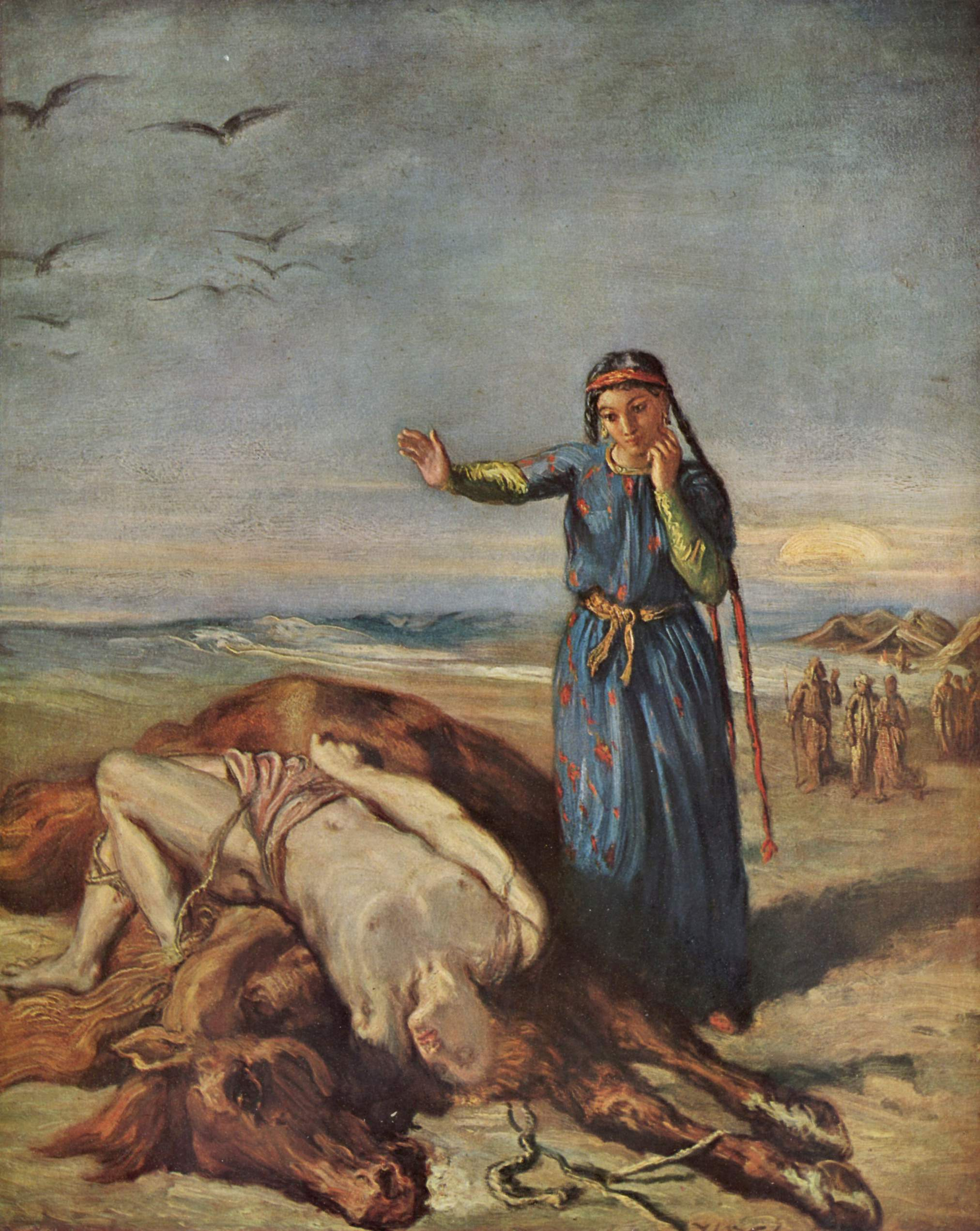
Une jeune fille cosaque trouve Mazeppa évanoui sur le cheval sauvage - Théodore Chasseriau (1851), musée des beaux-arts, Strasbourg